# Stolp svetega Marka s stolpno uro
Stolp svetega Marka v Benetkah  (italijansko Torre dell'orologio) je zgodnjerenesančna stavba na severni strani trga svetega Marka, ob vhodu v Mercerio. Stavbni kompleks obsega stolp, v katerem je stolpna ura in dve nižji stavbi na vsaki strani ter meji na vzhodni konec Procuratie Vecchie. Tako stolp kot ura sta iz zadnjega desetletja 15. stoletja, čeprav je bil mehanizem ure pozneje precej spremenjen. V stolp je bila stolpna ura nameščena zato, da bi bil aktualen čas razviden tudi iz lagune in ura tudi tujim mornarjem pričeval o bogastvu in slavi Benetk. Spodnji dve nadstropji stolpa tvorita monumentalni lok v glavno mestno ulico Merceria, ki je povezovala politično in versko središče (Piazza) s trgovskim in finančnim središčem (Rialto). Danes je eno od 11 prizorišč, ki jih upravlja Fondazione Musei Civici di Venezia.

## Opis
Na terasi na vrhu stolpa sta dve veliki bronasti figuri, pripeti v pasu, ki odbijata ure na zvonu. Eden je star, drugi pa mlad, da pokažeta minevanje časa in čeprav naj bi predstavljala pastirja (nosita ovčje kože) ali velikana (sta ogromni figuri velike mase, da se njuna oblika prepozna na daljavo) znana kot »Mavra« zaradi temne patine, ki jo je pridobil bron. Zvon je tudi originalen in ga je leta 1497 ulil Simeone Campanato v Arsenalu.
Pod tem nivojem je krilati lev svetega Marka z odprto knjigo, pred modrim ozadjem z zlatimi zvezdami. Prvotno je bil kip doža Agostina Barbariga (dož 1486–1501), ki kleči pred levom, vendar so ga leta 1797, potem ko se je mesto predalo Napoleonu, odstranili Francozi, ki so mesto očistili vseh simbolov starega režima.
Še bolj spodaj je polkrožna galerija s kipom Device in otroka, ki sedita, iz pozlačenega tokanega bakra. Na obeh straneh sta dve veliki modri plošči, ki prikazujeta čas: uro na levi z rimskimi številkami in minute (v 5-minutnih intervalih) na desni z arabskimi številkami. Dvakrat letno, na Razodetje (6. januar) in na Vnebohod (četrtek 40 dni po Veliki noči, ki šteje oba dneva), Trije kralji, ki jih vodi angel s trobento, izstopijo iz enih od vrat, ki jih običajno zasedajo te figure in gredo v procesiji okrog galerije, se priklonijo Devici in otroku, preden izginejo skozi druga vrata.
- »Mavri«, ki odštevajo ure na vrhu Torre dell'Orologio.
- Lev svetega Marka v Torre dell'Orologio.
- Trije kralji, ki jih vodi angel, ki se pojavijo le dvakrat na leto.
- Galerija z Devico z otrokom in dve modri plošči, ki prikazujeta čas.

Pod tem je velika številčnica v modri in zlati barvi znotraj fiksnega kroga iz marmorja z vgraviranimi 24 urami dneva z rimskimi številkami. Po tem krogu se giblje zlati kazalec s podobo sonca in označuje uro dneva. V marmornem krogu pod sončnim kazalcem so znaki zodiaka v zlati barvi (ti so izvirni in izvirajo iz 1490-ih), ki se vrtijo nekoliko počasneje kot kazalec in tako prikazujejo položaj sonca v zodiaku. Na sredini številčnice ure je Zemlja (v sredini) in Luna, ki se vrti in prikazuje svoje faze, obkrožena z zvezdami, ki so pritrjene na mestu. Ozadje je iz modrega emajla. Manjši modri krogi v štirih vogalih se zdaj ne uporabljajo.
Pod uro je lok, visok dve nadstropji, skozi katerega ulica, znana kot Merceria, zapušča Piazzo na poti do Rialta (ta del Mercerie je znan kot Merceria dell'Orologio (ure)).
Stavbe na vsaki strani so bile od začetka 18. stoletja oddane ločeno kot trgovine in stanovanja.
Na drugi strani stolpa je nad obokom še ena velika ura, vidna ljudem, ki hodijo po ulici proti Piazzi. To je enostavnejša zadeva, spet obdana z marmornim krogom, označenim s 24 urami, vendar v dveh serijah po 12 ur. Sončni kazalec, ki označuje ure, je edini premikajoči se del na tej strani.

## Gradnja stolpa in ure
Do leta 1490 je bila stara ura na severozahodnem vogalu cerkve sv. Marka, ura svetega Alipija, v zelo slabem stanju in leta 1493 je senat naročil gradnjo nove ure. Izdelava ure je bila zaupana očetu in sinu Gianu Paolu in Gianu Carlu Ranieriju iz Reggio Emilia. Leta 1495 je senat odločil, da je treba na mestu, kjer je ulica, znana kot Merceria, zapusti Piazzo, postaviti stolp za držanje ure. Stavbe so porušili, da bi naredili prostor zanj, gradnja pa se je začela leta 1496.
Zasnova stolpa se na podlagi sloga (čeprav brez dokumentarnih dokazov) na splošno pripisuje Mauru Codussiju. Merceria poteka skozi lok ob vznožju stolpa. Je ena glavnih mestnih ulic in vodi do Rialta. Deborah Howard pojasnjuje, kako je idejo verjetno izpeljal Codussi iz Albertijevega dela De re aedificatoria ('O umetnosti gradnje'), objavljenega prej v 15. stoletju, kjer poudarja pomen stolpov za mesto in primernost monumentalnega oboka kot vhoda v njegovo glavno ulico.
Ime kiparja, ki je oblikoval figuri 'Mavrov', ni zagotovo znano. Najpogosteje so jih pripisovali Paolu Savinu, vendar je članek, objavljen leta 1984, podal zaključek, da je najverjetnejši kandidat Antonio Rizzo. Ambrosio Delle Anchor ju je leta 1494 vlil v bron.
Stolp je bil zgrajen v letih 1496 in 1497, nato pa so vanj pod nadzorom Ranierijev vgradili mehanizem ure. Pri okrasitvi stolpa in ure z uporabo količine ultramarina in zlatih lističev niso skoparili s stroški. Tudi 'Mavra' sta bila prvotno pozlačena. Otvoritev stolpa in ure je bila 1. februarja 1499. Sanudo je v svojem dnevniku za ta dan zapisal, da je bila uro odkrita in prvič vidna, ko je dož zapuščal Piazzo, da bi šel poslušat večernice v Santa Maria Formosa in dodal, da je bila narejena z veliko iznajdljivostjo in je bila najlepša. Codussi je umrl leta 1504 in krili na obeh straneh stolpa so bili dodani leta 1506 (morda zaradi večje stabilnosti celote). Barbarijev veliki lesorez Benetk iz leta 1500 prikazuje novozgrajen stolp z uro, preden sta bili zgrajeni krili, ki se na obeh straneh dvigata visoko nad prvotne Prokuracije iz 12. stoletja. Te Procuracije so bile nižje od sedanjih stavb, le eno nadstropje nad oboki v pritličju, tako da se je stolp nato dvignil visoko nad vse stavbe na tisti strani Piazze.
Krili včasih pripisujejo Pietru Lombardiju, ki naj bi kasneje obnovil Procuracije na isti strani trga, vendar nimata velike razlike in jih je bolj verjetno zasnoval Gonella, ki je bil takrat proto (upravitelj stavb) sv. Marka. Krili sta bili prvotno dve nadstropji nižji kot danes, s streho v nivoju obstoječih teras. Canalettova risba prikazuje stolp pred povečanjem višine kril. Zaradi tega se stolp sam zdi višji, tako da daje bolj pozitivno sporočilo kot velik vhod v veliko mesto.
Do leta 1500, ko je bil sprejet končni račun za stolp, je starejši Raineri umrl. Dogovorjeno je bilo, da njegov sin ostane v Benetkah, da bi čuval uro, in dobil je koncesije za moko, ki so mu prinesle dober dohodek. V Benetkah je živel do svoje smrti leta 1531.

## Spremembe stavbe in ure
Do leta 1531, po smrti Carla Rainerija, ura že ni delovala pravilno. Svet desetih je odločil, da je treba imenovati stalnega skrbnika, ki bi živel v krilu stolpa in bil odgovoren za vzdrževanje ure. Kasneje, leta 1551, je Jacopo Sansovino, takratni arhitekt, odgovoren za svetega Marka, dobil navodilo, naj poroča o stanju stolpa in ure. Potrebna so bila večja popravila, toda do leta 1581, ko je njegov sin Francesco objavil svoj opis Benetk, se zdi, da je bilo vse v redu.
Malo pred letom 1663 je bila očiščena številčnica in obnovljena modra in zlata barva. Že do tega datuma procesija Treh kraljev ni potekala vsak dan, ampak le ob določenih praznikih in tudi vsako uro dneva vsak dan, ko so trajala praznovanja Vnebohoda.
Do leta 1750 sta stolp in ura nujno potrebovali popravilo in obnovo. Leta 1751 je bil Giorgio Massari zaposlen za obnovo stavb. Leta 1755 so se začela dela za nadgradnjo dveh dodatnih nadstropjih nad strešnimi terasami kril na obeh straneh stolpa. Andrea Camerata je prevzel delo Massarija leta 1757. Tega leta je bilo dodanih osem stebrov na sprednji strani pritličja, verjetno zaradi dodatne moči.
Za obnovitev urnega mehanizma je bil izbran Bartolomeo Ferracina. Naredil je zelo obsežne spremembe in spremenil gibanje iz foliot escapementa v sistem nihala, ki je bil veliko bolj natančen. Trakovi na številčnici, ki so predhodno kazali navidezno gibanje planetov okoli osrednje Zemlje, so bili odstranjeni. Marmorni krog okrog številčnice, ki je bil označen kot zdaj, s 24 urami, je bil prekrit s krogom, ki prikazuje dve seriji po 12 ur, Mavra sta bila prav tako prisiljena udariti v zvon v 12-urnih ciklih, s posebnimi obroči, ki vključujejo 132 udarcev zvona, opoldne in polnoči. Te spremembe so bile končane do leta 1757. Ferracina se je nato osredotočil na procesijo Treh kraljev, ki očitno ni delovala že vrsto let. Nov mehanizem je bil slavnostno odprt na dan vnebohoda 1759. Da bi preprečili nepotrebno obrabo, se je to nadaljevalo le štirinajsti dni po vnebohodu.
Do leta 1855 so bila ponovno potrebna popravila. Zgornje nadstropje stolpa je bilo ojačano, stopnišča pa so zamenjale železne stopnice. Leta 1858 je Luigi de Lucia popravil in naredil nadaljnje spremembe urnega mehanizma, vendar je ohranil bistvene spremembe, ki jih je naredil Ferracina.
V tem času je bila dodana povsem nova funkcija, tako da je bilo mogoče čas odčitati natančneje, kot je bilo mogoče prej. Plošče so bile narejene tako, da se pojavljajo na vratih na obeh straneh Device in otroka, nad številčnico ure. Tisti na levi prikazujejo uro, tisti na desni pa minute (spreminjajo se vsakih 5 minut), vsaka z belimi črkami na modri podlagi. Številke so blokirale pot Treh kraljev, zato je bila zasnovana dodatna oprema, da bi jih dvignila s poti, ko so potekale procesije. Prvotno so jih osvetljevale plinske luči, da so jih lahko brali ponoči. Mehanizem, ki upravlja te figure, je povzročal težave in ni deloval pravilno do leta 1866. Druge izboljšave in spremembe sta v letih 1865/66 naredila tudi Antonio Trevisan in Vincenzo Emo.
Dva 12-urna cikla okrog glavne ploskve ure sta ostala do leta 1900, ko je bil pod njima odkrit prvotni 24-urni krog in so ju odstranili.
Nadaljnje prilagoditve so bile izvedene leta 1953 in zadnja, obsežna serija popravil in sprememb (nekatere so povzročale polemiko med urarji) so bile izvedene od leta 1998 do 2006 (petsto let po tem, ko sta bila stolp in ura prvič dokončana).